# Хінер Вісенте

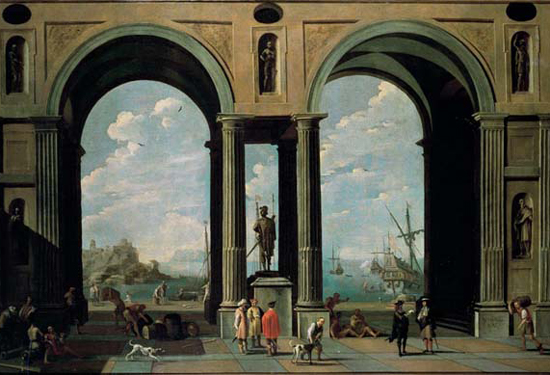
Архітектурна перспектива з дверей, Мадрид, колекція Банку Іспанії.

Вісенте Гінер (ісп. Vicente Giner; 1636, Кастельйон-де-ла-Плана — 1681, Рим) — іспанський канонік та художник. Працював у стилі бароко.
Наприкінці 1680, очолювана Себастьяном Муньойосом група іспанських художників направила петицію Ґаспару де Аро-і-Ґусьмаеу, маркізу Карпіо, і послу Іспанії в Римі, щоб створити іспанську Академію, за зразкам французької, запропонувавши Франсіска Еррера Молодшого в якості директора. Посол, який був з головних європейських колекціонерів картин, із задоволенням прийняв цю петицію та передав Карлосу ІІ, але з Мадрида надійшла ввічлива відповідь, що на даний момент казна не має достатніх коштів, аби забезпечити здійснення ідеї.
Як художник, Хінер спеціалізувався на картинах з зображеннями архітектурних перспектив, оживлених малими фігурами людей у стилі Вівіано Кодацці, великого майстра жанру, з яким Хінер міг співпрацювати над фігурами у своїх архітектурних капризах, хоча документального підтвердження цьому немає. В своїх архітектурних фантазіях, він використовує знання археології, вміння користуватися світлом і тінню. До наших днів зберігся приблизно десяток його картин. Дві знаходяться в колекції Банку Іспанії («Архітектурна перспектива з дверей (Perspectiva arquitectónica con puerto)» та «Архітектурна перспектива з дверей та саду (Perspectiva arquitectónica con pórtico y jardín)»), ще одна «Інтер'єр базиліки з граючими музиками навколо столу (Interior de basílica con músicos en concierto alrededor de una mesa)» в Музеї мистецтв у Валенсії, яка потрапила в музей з колекції Ортса-Босха в 2004.